# Mosor (Travnik)
Pour l’article homonyme, voir Mosor.
Mosor (en cyrillique : Мосор) est un village de Bosnie-Herzégovine. Il est situé dans la municipalité de Travnik, dans le canton de Bosnie centrale et dans la fédération de Bosnie-et-Herzégovine. Selon les premiers résultats du recensement bosnien de 2013, il compte 267 habitants.

## Démographie

### Évolution historique de la population dans la localité
| 1948 | 1953 | 1961 | 1971 | 1981 | 1991 | 2013 |
| ---- | ---- | ---- | ---- | ---- | ---- | ---- |
| -    | -    | 255  | 278  | 317  | 319  | 267  |

|  |

### Répartition de la population par nationalités (1991)
En 1991, les 319 habitants du village étaient tous Musulmans (bosniaques).

### Communauté locale
En 1991, la communauté locale de Mosor comptait 1 077 habitants, répartis de la manière suivante :